# Meester van 1499

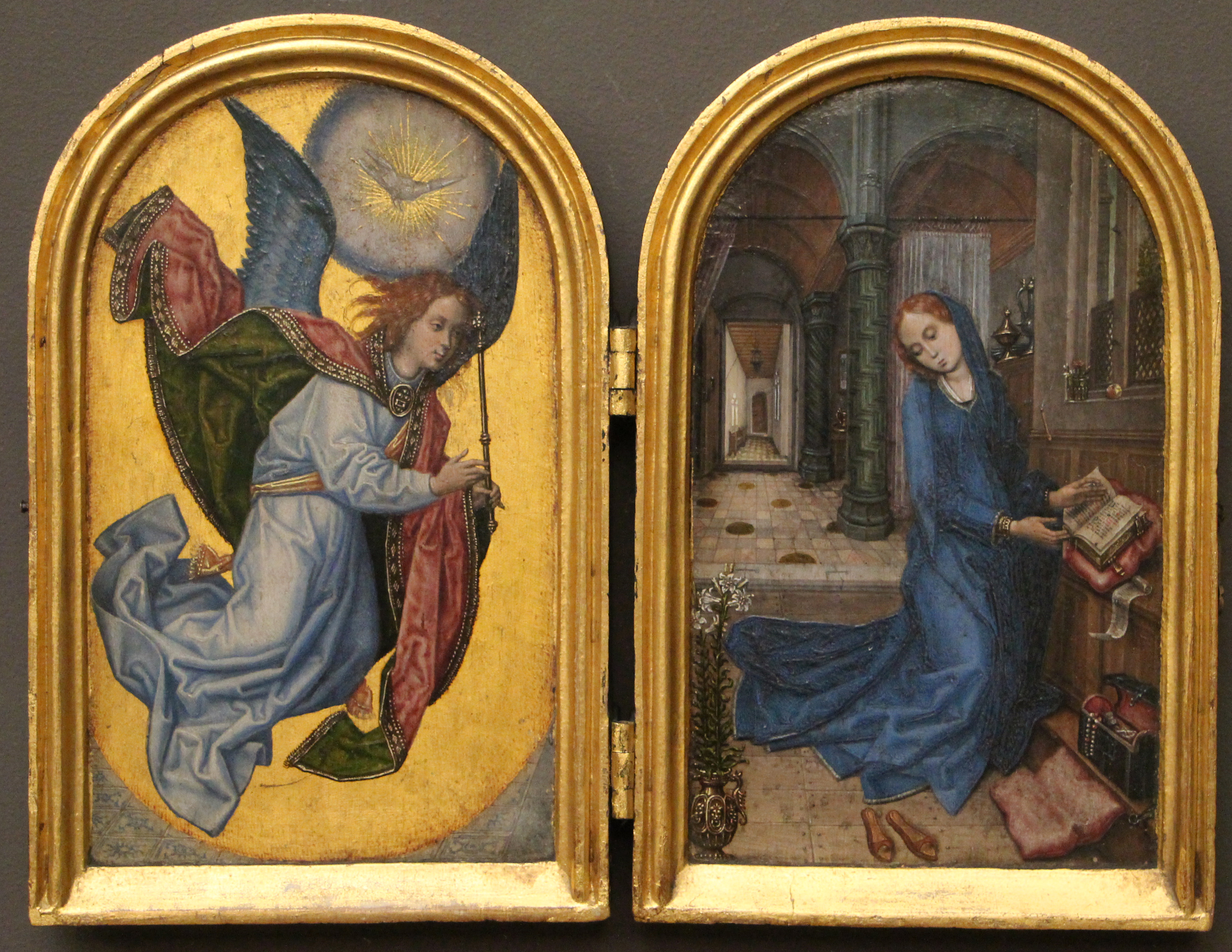
Annunciatie, Gemäldegalerie van de Staatliche Museen zu Berlin

De Meester van 1499 is de noodnaam voor een anonieme schilder uit de Zuidelijke Nederlanden die actief was omstreeks het einde van de vijftiende eeuw. Hij maakte deel uit van de kunststroming die gekend is als de Vlaamse Primitieven. Hij heeft zijn noodnaam te danken aan het werk dat met zekerheid aan hem wordt toegeschreven, het diptiek van abt Christiaan de Hondt, nu in het Koninklijk Museum voor Schone Kunsten Antwerpen. Achteraan is dit kernwerk van de meester gesigneerd met de datum 1499, wat hem zijn noodnaam gegeven heeft. Naast deze diptiek is er met vrij grote zekerheid nog een tweede werk aan hem toe te schrijven namelijk de Annunciatie-diptiek in de Gemäldegalerie van de Staatliche Museen zu Berlin. Beide diptieken zijn vrij klein van afmeting voor een olieverfschilderij en doen aan miniaturen denken. Bodo Brinkman suggereerde dat de Meester van 1499 ook de auteur zou zijn van een miniatuur met de Madonna in de Hastings getijden op fol59v en situeert hem dan ook als een miniaturist die deel uitmaakte van de Gents-Brugse school en naast de boekverluchting ook kleine diptieken voor privé devotie en eventueel ander schilderwerk creëerde.
In tegenstelling tot wat zijn oudere noodnaam De Brugse meester van 1499 suggereert, wordt aangenomen dat hij omstreeks 1500 in Gent werkte hoewel ook hierover geen zekerheid bestaat. De invloed van Hugo van der Goes, die volgens kunsthistorici in zijn werk is terug te vinden, wijst ook meer naar Gent dan naar Brugge.

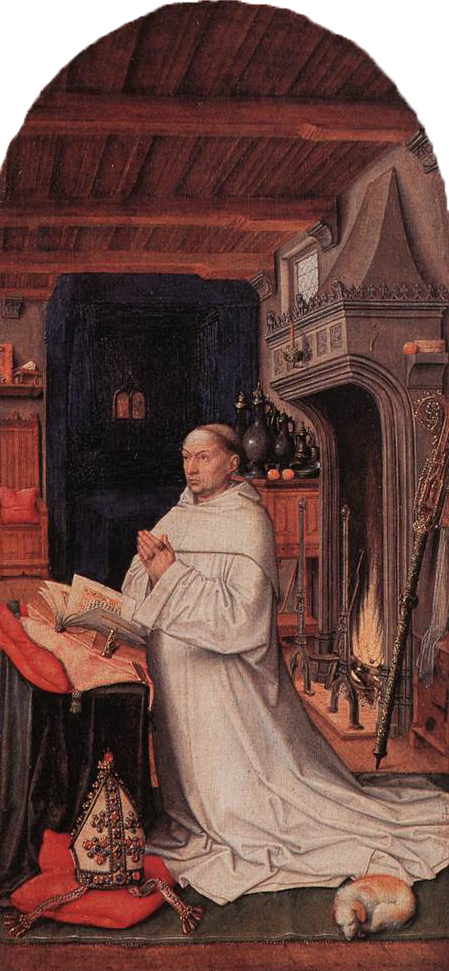
Portret van abt Christiaan de Hondt, abt van Ter Duinen, Koninklijk Museum voor Schone Kunsten, Antwerpen

## Diptiek van abt Christiaan de Hondt
Het werk dat op de achterzijde gesigneerd is met 1499 op de sokkel van de achterzijde van het linkerluik werd besteld door Christiaan de Hondt, abt tussen 1495 en 1509 van de abdij Ten Duinen in Koksijde. Het is geschilderd met olieverf op eiken paneeltjes van 37,1 x 20,4 en 37,5 x 20,3cm groot. De lijst maakt integraal deel uit van het paneel. Het beschilderde oppervlak meet respectievelijk 31,3 x 14,7 en 31,2 x 14,8 cm. Het is dus een bijzonder klein werk dat qua afmetingen dicht in de buurt komt van de (grotere) miniaturen in de boekverluchting. Het rechter binnenluik toont het portret van abt De Hondt, het linkerluik is een Madonna in de kerk naar het gelijknamige werk van Jan van Eyck in de Gemäldegalerie in Berlijn. Een aantal kenmerken van het werk tonen aan dat de Meester van 1499 het werk waarschijnlijk kopieerde van een lineair model zoals een tekening en niet van het originele schilderij. Het is tegelijkertijd een getrouwe kopie en anderzijds een sterk verschillende versie van het werk van Jan van Eyck.

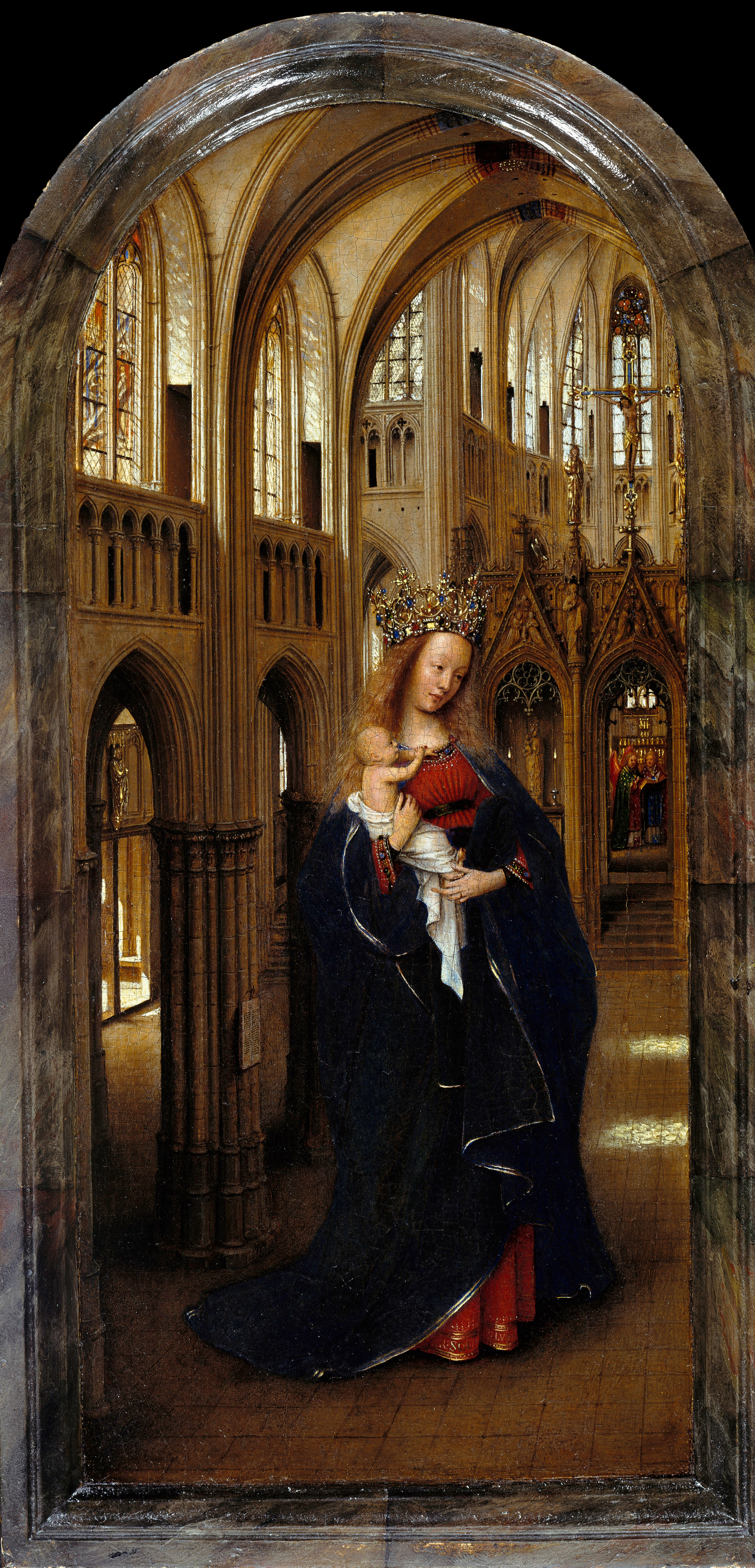
Madonna in de kerk, Jan van Eyck

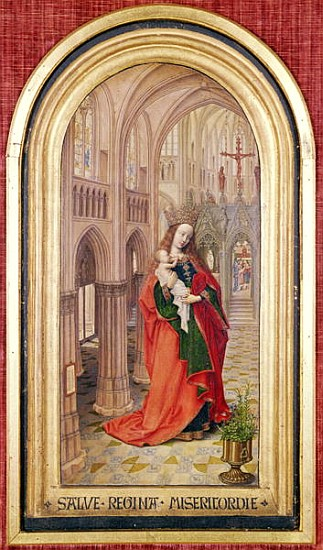
Madonna in de kerk, Meester van 1499

Op de buitenzijde van het linkerluik staat een Salvator Mundi afgebeeld en op de achterzijde van het rechterluik vindt men een portret van Robrecht II de Clercq, de opvolger van Christiaan de Hondt als abt van Ten Duinen.
Er is geen documentair bewijs dat het werk door Christiaan de Hondt werd besteld maar zijn wapenschild, zowel als dat van de abdij, zijn terug te vinden op de kraagstenen die de balken van het plafond van de kamer van de abt dragen. Op de kraagsteen links boven de kast kan men de initialen 'CH' terugvinden en naast zijn mijter en staf, zijn attributen als abt, zien we een hondje afgebeeld, een bijkomende referentie naar zijn identiteit. Ook op het Salvator Mundi paneel staan het monogram en het wapenschild van Christiaan de Hondt. Het werk bleef in het bezit van de gemeenschap van Ten Duinen tot in 1827, toen verkocht de laatste abt, Nicolaas de Rovere, het schilderij aan Florent van Ertborn die het in zijn testament toewees aan het Koninklijk Museum voor Schone Kunsten in Antwerpen.

## Stijlkenmerken
Op basis van het kernwerk van de meester kunnen enkele stijlkenmerken worden vastgesteld naast de algemene opmerking van de kunsthistorici dat zijn werk erg beïnvloed lijkt te zijn door Hugo van der Goes.
Een eerste in het oog springende eigenschap is de zorg die hij besteedt aan de decoratie en detaillering in zijn werk. In de Madonna in de kerk heeft hij zelfs de spinnenwebben in de gewelven fijn uitgewerkt, maar ook aan de beelden in het doksaal en de engelengroep in het koor is bijzonder veel aandacht besteed. In het rechterluik kan men die aandacht voor het detail terugvinden onder meer in de uitwerking van de staf en de mijter. Deze werkwijze zou volgens sommigen wijzen op zijn achtergrond als miniaturist.
Door de aandacht voor het detail valt de compositie als het ware uiteen in een verzameling van detailbeelden. Bovendien compartimenteert de meester zijn werk in verschillende ruimtes die telkens een soort doorkijk bevatten naar een volgende ruimte wat een sterk diepte-effect aan zijn werk geeft. In het portret van de abt gaan we van de abt naar de ruimte voor de schouw, het bed lijkt een nieuwe ruimte te vormen waar het diptiekje achteraan opgehangen aan de muur ook nog als een soort doorkijk fungeert. Dit aspect van de techniek van de meester komt ook zeer sterk tot uiting in de Annunciatie van Berlijn.
Het kleurenpalet van de meester is vrij bont en door het gebruik van vrij sterk verschillende kleuren voor de elementen van het interieur wordt de compartimentering van de compositie nog in de hand gewerkt. De kleuren zijn wel allemaal vrij koel wat de verwijzing naar Van der Goes verklaart. De lichtwerking is dramatisch verschillend met het paneeltje door Van Eyck. De lichtcontrasten geschilderd door Van Eyck zijn volledig verdwenen in het werk van de Meester van 1499. Bij hem wordt de kerk gelijkmatig vlak verlicht. De lichtvlekken op de vloer in Van Eycks's werk zijn vervangen door een perfect gedetailleerd uitgewerkte betegeling.

## Andere toegeschreven werken
Er werden in de loop der jaren een aantal werken aan deze Meester toegeschreven, maar een aantal werd ondertussen weer aan andere kunstenaars toegeschreven zodat er momenteel nog een tiental werken als zijn oeuvre aanzien worden hoewel dit nog steeds ter discussie staat.
Friedrich Winkler was de eerste om het werk van de Meester van 1499 te beschrijven. Hij karakteriseerde hem als een navolger van Hugo van der Goes en legde het verband tussen de Annunciatie in de Gemäldegalerie van de Staatliche Museen zu Berlin en een Heilige Familie met een Engel in het Koninklijk Museum voor Schone Kunsten in Antwerpen dat hij, omwille van de gelijkaardige Jozeffiguur, in verband bracht met een Familie van de Heilige Anna in het Museum voor Schone Kunsten in Gent.
Tien jaar later geeft Max Friedländer hem de noodnaam Brugse meester van 1499 en voegt de Kroning van de Maagd, nu in Hampton Court in Londen, een Virgo inter Virgines van het Virginia Museum of Fine Arts in Richmond en de diptiek van de abt Christiaan de Hondt aan het oeuvre toe. Ook hij legt het verband met Van der Goes en is van mening dat de Kroning van Maria een kopie is van een werk van deze schilder. Ook een Madonna met Kind en stichtersfiguren uit het Louvre wordt aan het oeuvre toegevoegd. De Familie van de Heilige Anna daarentegen rekende Friedländer niet tot het werk van de meester.
Later kwamen nog twee werken de lijst van werken vervoegen, een diptiek van Margareta van Oostenrijk uit het Museum voor Schone Kunsten in Gent en een Zegende Christus.
Het Studiecentrum voor de 15de-eeuwse schilderkunst in de Zuidelijke Nederlanden en het Prinsbisdom Luik hanteert de volgende lijst van werken.
| Antwerpen                                               |                                                   |
| Koninklijk Museum voor Schone Kunsten                   |                                                   |
|                                                         | Diptiek Christiaan de Hondt                       |
|                                                         | Heilige Familie met een engel                     |
| Private collectie                                       |                                                   |
|                                                         | Maagd van een Annunciatie                         |
| Berlijn                                                 |                                                   |
| Staatliche Museen zu Berlin - Preussischer Kulturbesitz | Gemäldegalerie                                    |
|                                                         | Annunciatie diptiek                               |
|                                                         | Hoofd van Christus in profiel (fragment) (?)      |
| Gent                                                    |                                                   |
| Museum voor schone kunsten                              |                                                   |
|                                                         | Diptiek van Margareta van Oostenrijk (?)          |
| Londen                                                  |                                                   |
| Hampton Court                                           |                                                   |
|                                                         | Triptiek met de kroning van Maria                 |
| Verkoop Sotheby's,                                      | 12 december 1987, lot 38                          |
|                                                         | Triptiek Maagd met Kind                           |
| Parijs                                                  |                                                   |
| Musée du Louvre                                         |                                                   |
|                                                         | Maagd met kind en twee stichters (?)              |
| Richmond, VA                                            |                                                   |
| Virginia Museum of Fine Arts,                           | Arthur and Margaret Glasgow Fund                  |
|                                                         | Virgo inter virgines (Maagd met Kind en heiligen) |

(?): Toeschrijving aan de meester wordt betwijfeld.
Slechts van twee werken wordt algemeen aanvaard dat ze van de hand van de meester zijn namelijk de Annunciatie-diptiek in Berlijn en de Diptiek met Christiaan de Hondt in Antwerpen. De Annunciatie-diptiek zou volgen sommigen een kopie zijn van een verloren gegaan laat werk van Hugo van der Goes, waarvan nog andere kopieën in omloop zouden zijn een geschilderde versie in een private collectie in Zwitserland en een tekening in het British Museum in Londen. Ook dit vormt een band tussen beide werken, het zijn allebei kopieën naar werk van een befaamd tijdgenoot (voorganger).